# Gustav Walter
Gustav Walter (11. února 1834, Bílina – 31. ledna 1910, Vídeň) byl český operní pěvec – tenorista, který v průběhu tří dekád ztvárnil řadu hlavních rolí ve Vídeňské státní opeře, především v dílech Wolfganga Amadea Mozarta a Richarda Wagnera. Poté, co v roce 1887 odešel do důchodu, pokračoval již pouze v recitálech, ve kterých uvedl mnoho premiér písní Johannese Brahmse a Antonína Dvořáka, například jeho Cikánské melodie. Přes dvacet let, od roku 1882, vyučoval na Vídeňské konzervatoři zpěvu.

## Osobní život
V mládí studoval housle na pražské konzervatoři, ale na nátlak rodičů uměleckého studia zanechal a nastoupil na pražskou polytechniku k inženýrskému studiu. Po absolutoriu začal pracovat v cukrovaru v rodné Bílině. Zpěvu se věnoval na vedlejší úvazek. V Praze pěvcův tenor objevil Franz Vogl, který se stal jeho učitelem.
Debutoval v roce 1855 partem Edgarda v Donizettiho opeře Lucie z Lammermooru na prknech brněnského divadla. Po jednoročním angažmá odešel po naléhání sopranistky Rosy Czillagové do vídeňské Státní opery, kde setrval následujících třicet jedna let. Hostoval také v operních domech Německa (např. Mnichov, Frankfurt nad Mohanem, Wiesbaden) a Čech (např. Národní divadlo v roce 1885).
Premiérové gramofonové nahrávky vytvořil až v sedmdesáti letech života.
Zemřel roku 1910 ve Vídni. Jeho děti, syn Raoul Walter (1865–1917) a dcera Minna Walterová (1863–1901), byly také operními pěvci.